# Crucified
«Crucified» —en español: «Crucificado»— es una canción de 1991 grabada por la banda sueca Army of Lovers. Es el primer sencillo de su segundo álbum Massive Luxury Overdose y el séptimo sencillo publicado por la banda. Fue estrenado desde mayo de 1991 (en Suecia) hasta febrero de 1992 (en Francia). En 1992 se hizo una reedición que aparece en Massive Luxury Overdose (Versión de EE UU). "Crucified" es posiblemente la canción más conocida producida por el grupo.
Fue grabada por Jean-Pierre Barda (voz, batería), Alexander Bard (voz, ordenador) y La Camilla (voz, bajo) que también aparecen en el videoclip. Los dos remixes disponibles en maxisencillo y disco de vinilo están hechos por Nuzak.
Kurt Cobain, del exitoso grupo de rock alternativo Nirvana, alabó a la banda en sus diarios publicados póstumamente, pero específicamente la canción "Crucified".
La canción fue un éxito en varios países europeos, incluyendo Alemania, Suecia, Austria y Suiza, donde alcanzó el top 10. Alcanzó el #1 en Bélgica. En los Estados Unidos, "Crucified" se convirtió en un éxito de discoteca y de radio, debutando en el #6 en la lista de sencillos dance de EE. UU. Billboard y pasando un total de 14 semanas en el Top-20.
La canción apareció en la película de 1996 de Gabriel Aghion Todos están locas, y además fue incluida en la lista de canciones de la banda sonora. También fue reproducida en la película Marock (2005).
El vídeo de la canción apareció en el episodio de la tercera temporada de Beavis y Butt-Head Cleaning House. El dúo reaccionaba favorablemente al vídeo cuando Camilla aparecía en pantalla (principalmente por sus pechos) pero se quejaba cuando aparecían los hombres.
La canción aparece en el videojuego de baile Just Dance 4.
El futuro proyecto musical de Bard, Gravitonas usa una muestra de esta canción en su sencillo "Sacrifice" de su EP Black Ceremony.
En 2013, Army of Lovers hizo una nueva versión de la canción, llamada simplemente "Crucified 2013". Contiene nuevas voces de Dominika Peczynski.
La banda sueca de heavy-metal Ghost versionó la canción en su EP de 2013 'If You Have Ghost'.

## Formatos y listado de canciones
Sencillo en casete
1. «Crucified» — 3:32
2. «Love Revolution» — 4:02

Sencillo en CD
1. «Crucified» (Versión corta) — 3:32
2. «Crucified» (The Nuzak Remix) — 8:03
3. «Crucified» (Yherushalaim Dub) — 7:39

Sencillo de 7 pulgadas
1. «Crucified» — 3:32
2. «Love Revolution» — 4:02

Maxi de 12 pulgadas
1. «Crucified» (The Nuzak Remix) — 8:03
2. «Crucified» (Yherushalaim Dub) — 7:42
3. «Crucified» (Versión corta) — 3:32

Sencillo en CD (Reedición de Reino Unido)
1. «Crucified» (Versión Corta) - 3:32
2. «Crucified» (Crucifixion Hardcore '92 Mix) - 5:06
3. «Crucified» (The Maffia Mix) - 5:53
4. «Crucified» (The Nuzak Mix) 8:03

Maxisencillo (EE. UU.)
1. «Crucified» (Versión sencillo) - 3:31
2. «Crucified» (Nuzak Remix) - 8:00
3. «Crucified» (Judas Mix) - 6:47
4. «Crucified» (Judas Mix Dubstramental) - 4:19
5. «Crucified» (Teknostradamus Mix) - 6:36
6. «Crucified» (Teknostalgia Mix) - 4:14
7. «Crucified» (Crucifixion Mix) 5:09
8. «Ride The Bullet» (The DNA Remix) - 4:54
9. «Ride The Bullet» (Molotov Cocktail Mix) - 4:58
10. «Ride The Bullet» (Tren De Amor Mix) - 6:24

Maxi de 12 pulgadas (Reedición de Reino Unido)
1. «Crucified» (The Nuzak Mix) 8:03
2. «Crucified» (Crucifixion Hardcore '92 Mix) - 5:06
3. «Crucified» (The Maffia Mix) - 5:53

## Créditos
| - Producido por: Alexander Bard y Anders Wollbeck - Coproducido e ingeniado por: Per Adebratt - Grabado y mezclado en: Sonct Studios, Estocolmo - Voz principal: Jean-Pierre Barda - Voces de fondo: Katarina Wilczewski, Erika Essen-Möller, Malin Bäckström, Jean-Paul Wall y Rickard Evenlind - Teclados y programación por: Anders Wollbeck. Katarina Wilczewski aparece por cortesía de Caprice Records. Jean-Paul Wall y Richard Evenlind aparece por cortesía de Sonet Grammofon. Anders Wollbeck aparece por cortesía de Sunrise Records. | - Productor ejecutivo: Ola Håkansson - Diseño de portada por: Marie S-Wollback - Fotografía de: Carl-Johan Paulin - Estilista: Camilla Thulin - Peluquería y maquillaje por: Jean-Pierre Barda - Supervisor de promoción: Jonas Holst - Videoclip dirigido por: Fredrik Boklund y Martin Persson - Administración: La La La Entreprises |

## Posicionamiento en listas
| Lista (1991-1992)                                        | Mejor posición |
| -------------------------------------------------------- | -------------- |
| Alemania (Offizielle Deutsche Charts)                    | 5              |
| Austria (Ö3 Austria Top 40)                              | 3              |
| Bélgica (Flandes) (Ultratop 50)                          | 1              |
| España (AFYVE)                                           | 10             |
| Estados Unidos (Billboard Dance Music/Club Play Singles) | 6              |
| Francia (SNEP)                                           | 22             |
| Países Bajos (Dutch Top 40)                              | 2              |
| Reino Unido (UK Singles Chart)                           | 31             |
| Suecia (Sverigetopplistan)                               | 8              |
| Suiza (Schweizer Hitparade)                              | 6              |